# Gorno-Altaisk
Gorno-Altaisk (en ruso: Го́рно-Алта́йск, en altái: Туулу Алтай) es una ciudad y capital de la República de Altái de la Federación de Rusia.
La ciudad está situada en la parte noroeste de la república, a 3641 km de Moscú. La distancia hasta la estación de tren más próxima es de 100 km, pero hay un proyecto para acercar el ferrocarril a la ciudad. 9 km al oeste se encuentra el aeropuerto de Gorno-Altaisk.

## Historia
Gorno-Altaisk fue fundado en 1830 con el nombre de Ulala (Улала). El estatus de la ciudad lo recibió en 1928. Entre 1932 y 1948 llevaba el nombre de Oirot-Tura (Ойрот-Тура).

## Demografía
| Gráfica de evolución de Gorno-Altaisk entre 1926 y 2020 |
|                                                         |

## Clima
Gorno-Altaisk tiene un clima continental húmedo (según la clasificación climática de Köppen Dfb) con inviernos largos y veranos cortos y frescos.
| Parámetros climáticos promedio de Gorno-Altaisk | Parámetros climáticos promedio de Gorno-Altaisk | Parámetros climáticos promedio de Gorno-Altaisk | Parámetros climáticos promedio de Gorno-Altaisk | Parámetros climáticos promedio de Gorno-Altaisk | Parámetros climáticos promedio de Gorno-Altaisk | Parámetros climáticos promedio de Gorno-Altaisk | Parámetros climáticos promedio de Gorno-Altaisk | Parámetros climáticos promedio de Gorno-Altaisk | Parámetros climáticos promedio de Gorno-Altaisk | Parámetros climáticos promedio de Gorno-Altaisk | Parámetros climáticos promedio de Gorno-Altaisk | Parámetros climáticos promedio de Gorno-Altaisk | Parámetros climáticos promedio de Gorno-Altaisk |
| Mes                                             | Ene.                                            | Feb.                                            | Mar.                                            | Abr.                                            | May.                                            | Jun.                                            | Jul.                                            | Ago.                                            | Sep.                                            | Oct.                                            | Nov.                                            | Dic.                                            | Anual                                           |
| ----------------------------------------------- | ----------------------------------------------- | ----------------------------------------------- | ----------------------------------------------- | ----------------------------------------------- | ----------------------------------------------- | ----------------------------------------------- | ----------------------------------------------- | ----------------------------------------------- | ----------------------------------------------- | ----------------------------------------------- | ----------------------------------------------- | ----------------------------------------------- | ----------------------------------------------- |
| Temp. máx. media (°C)                           | -9.2                                            | -7.5                                            | 0.0                                             | 10.5                                            | 19.7                                            | 25.2                                            | 26.8                                            | 24.2                                            | 18.6                                            | 8.8                                             | -1.4                                            | -8.0                                            | 9.0                                             |
| Temp. media (°C)                                | -14.2                                           | -13.3                                           | -5.8                                            | 4.5                                             | 12.8                                            | 18.5                                            | 20.3                                            | 17.8                                            | 12.2                                            | 3.9                                             | -5.7                                            | -12.6                                           | 3.2                                             |
| Temp. mín. media (°C)                           | -19.1                                           | -19.1                                           | -11.5                                           | -1.5                                            | 5.9                                             | 11.8                                            | 13.9                                            | 11.4                                            | 5.8                                             | -1.0                                            | -10.0                                           | -17.1                                           | -2.5                                            |
| Fuente: climate-data.org                        |                                                 |                                                 |                                                 |                                                 |                                                 |                                                 |                                                 |                                                 |                                                 |                                                 |                                                 |                                                 |                                                 |

## Situación administrativa y municipal
Administrativamente se ha incorporado como Gorno-Altaysk Urbano Okrug-una unidad con la igualdad de condición a la de los distritos municipales, esta unidad también tiene la condición de okrug urbano. 